# Talidomida
A talidomida (C13H10N2O4) é uma substância usualmente utilizada como medicamento sedativo, anti-inflamatório e hipnótico. Devido a seus efeitos teratogénicos, tal substância deve ser evitada durante a gravidez e em mulheres que podem engravidar, pois pode causar malformações ou ausência de membros no feto. A talidomida foi criada pelo médico alemão Heinrich Mückter, que participou dos experimentos nos campos nazistas onde drogas e vacinas inventadas por ele foram testadas em prisioneiros sem consentimento levando muitos a morte.

## História
A talidomida esteve no mercado pela primeira vez na Alemanha em 1 de outubro de 1957. Foi comercializada como um sedativo e hipnótico com poucos efeitos colaterais. A indústria farmacêutica que a desenvolveu acreditou que o medicamento era tão seguro que era propício para prescrever a mulheres grávidas, para combater enjoos matinais. Foi rapidamente prescrita a milhares de mulheres e espalhada para todas as partes do mundo (46 países), sem circular no mercado norte-americano.
Os procedimentos de testes de drogas naquela época eram muito menos rígidos e, por isso, os testes feitos na talidomida não revelaram seus efeitos teratogénicos. Os testes em roedores, que metabolizavam a droga de forma diferente de humanos, não acusaram problemas. Mais tarde, foram feitos os mesmos testes em coelhos e primatas, que produziram os mesmos efeitos que a droga causa em fetos humanos.
No final dos anos 1960, foram descritos na Alemanha, Reino Unido e Austrália os primeiros casos de más-formações congênitas onde crianças passaram a nascer com focomelia, mas não foi imediatamente óbvio o motivo para tal doença. Os bebês nascidos desta tragédia são chamados de "bebês da talidomida", ou "geração talidomida". Em 1962, quando já havia mais de 10 000 casos de defeitos congênitos a ela associados em todo o mundo, a talidomida foi removida da lista de remédios indicados. Os Estados Unidos foram poupados deste problema graças à atuação firme de Frances Oldham Kelsey, farmacologista encarregada pelo FDA (Food and Drug Administration) de avaliar os testes clínicos apresentados pela indústria.
Cientistas japoneses identificaram em 2010 como a talidomida interfere na formação fetal. Eles descobriram que o medicamento inativa a enzima cereblon, importante nos primeiros meses de gestação para a formação dos membros.
Por um longo tempo, a talidomida foi associada a um dos mais horríveis acidentes médicos da história. Por outro lado, estão em estudo novos tratamentos com a talidomida para doenças como o câncer de medula e, já há algum tempo, para a hanseníase.
Útil em doenças, como lúpus, alívio dos sintomas de portadores do HIV, diminuição do risco de rejeição em transplantes de medula e artrite reumatoide, a talidomida é indicada em cerca de 60 tratamentos.
Em 2012, a Gruenenthal, empresa produtora da talidomida, pediu desculpas pelos danos causados.

## Química farmacêutica
A talidomida é um derivado do ácido glutâmico e estruturalmente contém dois anéis amida e um único centro quiral. Este composto existe na forma de mistura equivalente dos isómeros (S)-(-) e (R)-(+) que se interconvertem rapidamente em condições fisiológicas. O enantiómero (S) está relacionado com os efeitos teratogénicos da talidomida, enquanto o enantiómero (R) é responsável pelas suas propriedades sedativas.
{Referências}}